# Conflicto armado interno de Colombia entre 2002-2010
Cuarta etapa del conflicto armado interno de Colombia entre 2002 y 2010 durante las administraciones de Álvaro Uribe (2002-2010), que tiene como actores al Gobierno de Colombia, las Fuerzas Armadas Revolucionarias de Colombia-Ejército del Pueblo (FARC-EP) —desmovilizadas en 2016—, las Autodefensas Unidas de Colombia (AUC) —desmovilizadas en 2006—, el Ejército de Liberación Nacional (ELN) a disidencia del EPL o Los Pelusos (se le considera una bacrim o GAO por dedicarse exclusivamente al negocio del narcotráfico), y las bacrim o grupos armados organizados (GAO), como el Clan del Golfo o Autodefensas Gaitanistas de Colombia, Los Caparros, Los Rastrojos, la Oficina de Envigado, el Cartel del Norte del Valle, entre otros, como los grupos delincuenciales organizados (GDO).
En 2002 se registra la continuidad del recrudecimiento del conflicto armado interno desde 1994 con el accionar del Gobierno, las guerrillas, los paramilitares y grupos de narcotráfico y delincuencia organizada, que habían roto el equilibrio impuesto en el desarrollo de la guerra, además se presenta un aumento de las masacres, desapariciones forzadas, ejecuciones extrajudiciales o «falsos positivos» asesinatos selectivos, atentados terroristas, desplazamiento forzado, corrupción dentro del Gobierno y la Fuerza Pública.
La estrategia del gobierno de Álvaro Uribe denominada política de seguridad democrática y la estrategia militar contra las FARC-EP nombrada Plan Patriota, marcaron el recrudecimiento del conflicto, las FARC-EP incluso se enfrentaron con el ELN. 
También ocurren hechos de paz que contribuyen en cierta medida al desescalamiento del conflicto, como la desmovilización de las AUC entre 2003 y 2006, así como los diálogos de paz con el ELN en los periodos de Álvaro Uribe.
Las víctimas del conflicto armado interno han realizado una gran movilización social en protesta por los hechos de violencia por los diferentes actores, como las marchas en rechazo a las FARC-EP (Un millón de voces contra las FARC y el Gran Concierto por la Paz), la marcha contra los crímenes de Estado y el paramilitarismo (Homenaje a las víctimas del paramilitarismo, la parapolítica y los crímenes de Estado).
La creación de la Ley de Justicia y paz (Ley 975 de 2005) a partir de la desmovilización de las AUC,  
Se establecen los dos periodos presidenciales de Álvaro Uribe (2002-2006 y 2006-2010) como los años con mayor cantidad de víctimas: 3.633.840 de víctimas según el Registro Único de víctimas. Para 2017 según el Registro Único de víctimas se cuentan: 8.074.272 víctimas, 7.134.646 son casos de desplazamiento, 983.033 homicidios, 165.927 desapariciones forzadas, 10.237 torturas y 34.814 secuestros, entre otros hechos. En 2018 la cifra sube, el conflicto armado colombiano ha dejado 8'708.664 víctimas, según el registro Único de Víctimas (RUV), de los cuales 2.365.997 son niños.
Para una lista de los hechos del conflicto, véase Cronología del Conflicto armado interno de Colombia entre 2000 y 2019.

## Gobierno de Álvaro Uribe (2002-2010)

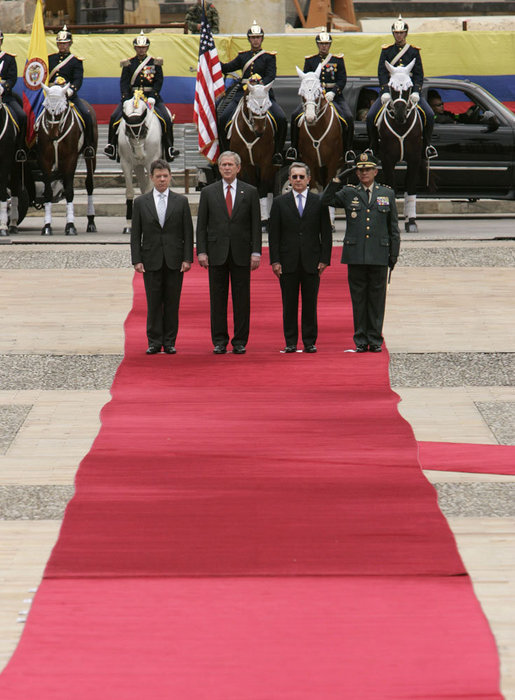
Visita de George Bush a Colombia en 2007. Juan Manuel Santos, George Bush, Álvaro Uribe y Mario Montoya.

Álvaro Uribe fue elegido en primera vuelta de las elecciones presidenciales de 2002 primero y único desde la implementación de la Constitución de 1991. El 7 de agosto de 2002 se posesionó  y las FARC-EP atacaron con morteros la Casa de Nariño:23 muertos en barrios aledaños. El 11 de agosto, fue declarado el estado de conmoción interior o de excepción por un período de 90 días prorrogable. Al facultar al Ejecutivo para adoptar medidas extraordinarias por decreto y asumir funciones legislativas, la excepcionalidad constitucional reforzó los temores en sectores de la oposición de un debilitamiento del equilibrio institucional y del menoscabo de los derechos y libertades fundamentales. Se aprobó la aplicación de un nuevo impuesto sobre el Patrimonio para financiar la guerra y la puesta en marcha, con la creación de las primeras redes de cooperantes e informantes civiles, del programa de seguridad nacional llamado Política de Seguridad Democrática (PSD) y del Plan Patriota como estrategia de guerra, fue presentado por el presidente y la ministra de Defensa, Marta Lucía Ramírez, en 2003, siendo uno de los pilares del programa de gobierno de Uribe. La PSD, otorgaba en todo momento la primacía al Estado y negaba a los irregulares la posibilidad de negociar en pie de igualdad, permitió la desmovilización de las AUC sumidas en una crisis por las divisiones internas y la participación de sus dirigentes en el narcotráfico y la extorsión. La desmovilización de los paramilitares fue el primer proceso de paz finalizado con desmovilización del siglo XXI en Colombia. Álvaro Uribe fue reelegido en las elecciones presidenciales de 2006, previa aprobación de la reelección presidencial reformando la Constitución de 1991 en 2005. Se desarrolló una guerra contra las FARC-EP con una nueva fase del Plan Patriota: el Plan Consolidación que daría avances sobre las FARC-EP, que implicó crisis diplomáticas con Ecuador y Venezuela en 2008 y 2010, también se adelantaron diálogos de paz con el ELN, además del surgimiento de las Bandas Criminales a partir de la desmovilización de las AUC. El escándalo de los falsos positivos o de las ejecuciones extrajudiciales de civiles presentados como bajas en combate, incrementados durante el gobierno de Uribe afectaría su imagen y la credibilidad en la Fuerza Pública.

### Proceso de paz con las AUC
El gobierno inicia el proceso de negociación con los grupos paramilitares, para el desarme, la desmovilización y la reinserción de los combatientes a la vida civil. Acordado en 2001 en una reunión secreta el Pacto de Ralito en Tierralta  (Córdoba), entre políticos y paramilitares para 'refundar la patria'.  El gobierno concede estatus político a las AUC, con la prórroga y reforma a la Ley 418 de 1997, a través de la cual se determinaba el estatus político del grupo armado, y emite el decreto 128 de 2003, mediante el cual se extienden los beneficios jurídicos para la reincorporación socioeconómica de los miembros de las organizaciones armadas al margen de la ley que decidan desmovilizarse. Las AUC incluidas en la lista de organizaciones terroristas de los Estados Unidos y la Unión Europea, Carlos Castaño intentó cambiar su estrategia política y organización interna, por los vínculos del narcotráfico con el paramilitarismo. Negociando con las autoridades estadounidenses. El 29 de noviembre de 2002, culminando la “fase de acercamiento”, Carlos Castaño y Salvatore Mancuso, jefes máximos de las AUC, declaran la tregua unilateral indefinida el 1 de diciembre. El gobierno creó el 23 de diciembre una Comisión Exploratoria de Paz para, encabezada por el Alto Comisionado, Luis Carlos Restrepo.
Las conversaciones formales inician el 22 de enero de 2003. Para el 15 de julio de 2003 firmado el Acuerdo de Santa Fe de Ralito, en Santa Fe de Ralito, en Tierralta (Córdoba), abriendo la etapa de negociación oficial. Acordando la desmovilización y la creación de “zonas de concentración” con garantías jurídicas temporales, con mecanismos de reinserción de los excombatientes en la sociedad civil. La verificación del proceso sería realizado por la Organización de los Estados Americanos (OEA).  En agosto de 2003 trámite en el Congreso del proyecto de Ley de Alternatividad penal; este contemplaba beneficios jurídicos a los paramilitares por lo que fue criticado y obligó al Alto Comisionado para la paz a retirar el proyecto. El Gobierno presenta en el 2004 al Congreso un nuevo proyecto de Ley de Justicia y Paz, a través del cual se contemplaba el cumplimiento de unas penas mínimas de cárcel por parte de los miembros de las autodefensas y la creación de un Tribunal de verdad y justicia para que juzgará los delitos cometidos por los paramilitares. Las denuncias frente al incumplimiento de los paramilitares al cese de hostilidades acordado en Santa Fe de Ralito con asesinatos y masacres. Enfrentamientos entre las AUC, culminan con los asesinatos de Carlos Castaño, por orden de su hermano Vicente Castaño en abril de 2004 y de Carlos Mauricio García Fernández 'Rodrigo Doble Cero', comandante del Bloque Metro de las AUC en mayo de 2004. Varios jefes paramilitares implicados en el narcotráfico y narcotraficantes que compraron Bloques de las AUC, para acceder a los beneficios de la desmovilización, como:Hernán Giraldo Serna, 'El señor' del Bloque Resistencia Tayrona, Francisco Javier Zuluaga, 'Gordo Lindo': del Bloque Pacífico, Ramiro Vanoy, 'Cuco Vanoy' del Bloque Mineros, Miguel Ángel Mejía Múnera del Bloque Vencedores de Arauca, Hebert Veloza,'HH' de los Bloques Calima y Bananero de las AUC, Carlos Mario Jiménez, 'Macaco' del Bloque Central Bolívar, Juan Carlos Sierra, 'El tuso Sierra', Gabriel Puerta Parra, 'El Doctor', Diego Montoya Sánchez 'Don Diego', Miguel Arroyave 'Arcángel' del Bloque Centauros, Guillermo Pérez Alzate, 'Pablo Sevillano' del Bloque Libertadores del Sur, Diego Fernando Murillo Bejarano, ‘don Berna’, de los bloques Cacique Nutibara, Héroes de Granada y Héroes de Tolová.

Con la muerte de Carlos Castaño, la negociación fue asumida por Salvatore Mancuso, y firman el 13 de mayo de 2004 un segundo pacto en Santa Fe de Ralito, el Acuerdo de Fátima. Un nuevo proyecto de Ley presentado por congresistas uribistas, que no fue aprobado, seguido de un proyecto del ministro del Interior Sabas Pretelt de la Vega. Se presentó otro proyecto por el Comisionado para la Paz, que también fue criticado por las ONG, la OEA y Estados Unidos que condiciona la ayuda económica con la extradición de miembros requeridos por la justicia norteamericana. El 1 de julio de 2004, un corto secuestro del exsenador José Gnecco por las AUC. Las conversaciones continuaron y el 1 de agosto asistieron Salvatore Mancuso, 'Ernesto Báez' y Ramón Isaza al Congreso de la República. El 22 de junio de 2005 fue aprobada la Ley de Justicia y Paz, criticada por los editorialistas del New York Times, la Organización de las Naciones Unidas (ONU), políticos de distintas tendencias, las ONG defensoras de los Derechos Humanos y las propias víctimas. Las desmovilizaciones se iniciaron el 25 de noviembre de 2003 en Medellín con el Bloque Cacique Nutibara y terminaron el 15 de agosto de 2006 con el Bloque Elmer Cárdenas. Fueron 30.688 los desmovilizados. 

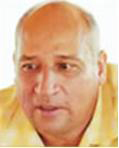
Vicente Castaño, Comandante de las AUC, desaparecido desde 2004.

### Narcotráfico y surgimiento de las Bandas Criminales
Muchos de los paramilitares no se desmovilizaron y continuaron con el narcotráfico y negocios ilícitos (extorsión, minería ilegal, contrabando, juegos de azar, etc.),conformando las Bandas Criminales (Bacrim). Los conflictos internos del Cartel del Norte del Valle, provocan su ruptura: en febrero de 2002, Iván Urdinola Grajales fue envenenado en prisión, varios de los capos negociando con la justicia norteamericana buscando delatar a sus socios. Diego León Montoya,‘Don Diego’ y Wilber Varela, ‘Jabón’, contra Luis Hernando Gómez Bustamante, ‘Rasguño’; Víctor Patiño Fómeque,‘El Químico’ y Juan Carlos Ramírez Abadía,'Chupeta’; estos dos últimos en libertad. Fómeque, fue detenido el 9 de abril de 2002, extraditado en octubre y en colaboración con la DEA. Represalia de 'Chupeta'. En diciembre de 2002, uno de los aliados de Don Diego; Miguel Solano, asesinado por orden de 'Jabón'. Los Rastrojos de Jabón, liderados por los hermanos Comba (Javier y Luis Calle Serna), y Los Machos de ‘Don Diego’, dirigidos por ‘Capachivo’. Enfrentados inicialmente en Norte del Valle y Cali, pero se multiplicaron después del 13 de octubre de 2003,en la discoteca Grill Cañandonga: 7 muertos. Se extendió hasta el Eje Cafetero, Antioquia y Bogotá con masacres, desmembramientos y enfrentamientos por territorios. El 25 de marzo de 2004, asesinado el coronel retirado Danilo González. El 3 de octubre masacre en la Finca La Cascada, en Candelaria (Valle del Cauca):10 muertos; el 26 de diciembre por el control del Cañón de las Garrapatas en Chocó, entre Los Machos y Los Rastrojos:10 muertos. Los Rastrojos de 'Jabón’, formaron una alianza con las Autodefensas Unidas de Colombia (AUC); inclusive, intentaron participar en su desmovilización, cambiando su nombre por Rondas Campesinas Populares (RCP). ‘Don Diego’ patrocinador de los paramilitares de la Masacre de Trujillo entre 1986-1994 soborna a mandos del Ejército Nacional. El 22 de mayo de 2006, el Ejército Nacional contra la Policía Nacional la Masacre de Jamundí (Valle del Cauca):11 muertos. Varela asesinado en Venezuela en 2008, Montoya, ‘Chupeta’ y ‘Rasguño’ capturados en 2007. 

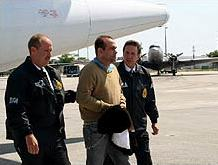
Extradición de Salvatore Mancuso a EE.UU, comandante de las AUC en 2008.

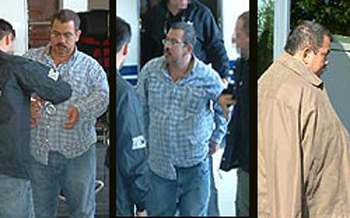
Diego Fernando Murillo alias Don Berna, paramilitar y narcotraficante extraditado en 2008.

En agosto de 2006, los jefes paramilitares recluidos en La Ceja (Antioquia). Vicente Castaño,‘El Profe’, abandonó el proceso de paz,  y ordenó a todos los mandos medios que aún estaban libres, regresar a las armas. Nacen las Águilas Negras, una federación de organizaciones neoparamilitares con poder regional. Ello provocó de inmediato el choque con los jefes desmovilizados pues, desconociendo el control que dichos cabecillas ejercían por medio de terceros en sus antiguos territorios, Castaño entregó los Llanos Orientales a Ever Veloza,‘HH’; el Urabá a Don Mario y Los Hermanos Úsuga David (Juan de Dios y Dairo Antonio); la Sierra Nevada a los Mellizos Mejía Múnera (Miguel Ángel y Víctor Manuel), entre otros. Las Autodefensas Campesinas del Casanare (ACC) al mando de los hermanos Buitrago 'Martín Llanos' y ' Caballo', en guerra contra el Bloque Centauros de las AUC, desde 2003. La contienda que se prolongó por 15 meses y dejó 1000 muertos, terminó el 19 de septiembre de 2004 con el asesinato de Miguel Arroyave; ‘Arcángel’, por sus propios hombres como Pedro Oliviero Guerrero Castillo, 'Cuchillo’, y con la intervención del Ejército Nacional, en el sur de Casanare, como la Operación Astuto del 29 de agosto de 2004:21 muertos. Entre septiembre y octubre, la Operación Santuario entre Boyacá y Casanare: 42 muertos. ‘Cuchillo’, organizó con miembros del antiguo Bloque Centauros de las AUC, el Ejército Revolucionario Popular Antisubversivo de Colombia (ERPAC). ‘HH’ fue expulsado de esa zona a finales de 2006. Cuando ‘Don Berna’ y Carlos Mario Echeverry, ‘Rogelio’, de la Oficina de Envigado, asesinan a Vicente Castaño (según versiones de exparamilitares, su cuerpo nunca fue encontrado). ‘Macaco’, ‘Don Berna’ y ‘Jorge 40’ seguían delinquiendo desde La Ceja, forzó su traslado a la cárcel de Itagüí en diciembre de 2006.  El 3 de abril de 2007, capturado Ever Veloza, ‘HH’. En 2007, el gobierno reconocía la existencia de 33 bandas criminales: (Los Urabeños, Nueva Generación, el ERPAC, las Águilas Negras, la Oficina de Envigado, Renacer, Los Traquetos, Los Macacos, etc.). Operaciones contra las Bandas emergentes, por la Policía Nacional del General Óscar Naranjo. El 25 de agosto de 2007 ‘Macaco’ y ‘Don Berna’ fueron remitidos a la cárcel de Cómbita (Boyacá); capturados Mario Garzón ‘Mario Bross’, Hugo González ‘El Nomo’, José Yela ‘el Político’ y John Roima García ‘El Niño’.  El 29 de abril de 2008, abatido Víctor Mejía Múnera y el 2 de mayo capturado su hermano Miguel
La extradición de paramilitares a Estados Unidos, comenzó el 7 de mayo de 2008 con Carlos Mario Jiménez, ‘Macaco' del Bloque Central Bolívar. El 13 de mayo, fueron extraditados Diego Fernando Murillo Bejarano, ‘Don Berna’; Rodrigo Tovar Pupo, ‘Jorge 40’; Salvatore Mancuso; Francisco Javier Zuluaga ‘Gordo Lindo’; Guillermo Pérez Álzate, ‘Pablo Sevillano’; Ramiro Vanoy, ‘Cuco Vanoy’; Juan Carlos Sierra,‘El Tuso’; Manuel Enrique Torregrosa; Diego Alberto Ruiz Arroyave; Martín Peñaranda, ‘El Burro’; Edwin Mauricio Gómez Lara; Hernán Giraldo Serna,‘El Patrón’; Nondier Giraldo Giraldo y Eduardo Enrique Vengoechea. Una vez muerto Vicente Castaño, Daniel Rendón Herrera, ‘Don Mario’, y los hermanos Úsuga David, conforman el Bloque Héroes de Castaño o Autodefensas Gaitanistas de Colombia (ACG), absorbidas por Los Urabeños, enfrentados a la Oficina de Envigado y Los Paisas. Las AGC paro armado el 15 de octubre, e incursionaron en el Urabá Chocoano, alcanzando la frontera con Panamá. El 15 de abril de 2009 capturado Don Mario el mando de la organización pasó a Juan de Dios Úsuga ‘Giovanny’, y su hermano Dairo Antonio Úsuga ‘Otoniel’, en Córdoba y el Bajo Cauca antioqueño entre 2010 y 2011, eliminando todas las bandas enemigas, esencialmente a Los Paisas y Los Rastrojos, que trataron de absorber a Los Paisas, pero fueron expulsados de la zona y la Oficina de Envigado, debilitada. En la Orinoquia se consolidó el Ejército Revolucionario Popular Antisubversivo de Colombia (ERPAC) de ‘Cuchillo’ quien, aliado con Daniel Barrera Barrera, ‘El Loco Barrera', en Meta y Vichada, eliminó a la banda de Ever Veloza, ‘HH’(extraditado en 2009), y luego a Los Macacos, dirigidos desde la prisión por Carlos Mario Jiménez ‘Macaco’. Entre el 10 y el 14 de agosto de 2007 Puerto Gaitán (Meta) combates entre ERPAC y Los Macacos:250 muertos. Los sobrevivientes, cerca de 200, se rindieron a mediados de septiembre al Ejército Nacional.

### Recrudecimiento del conflicto armado y Política de seguridad democrática

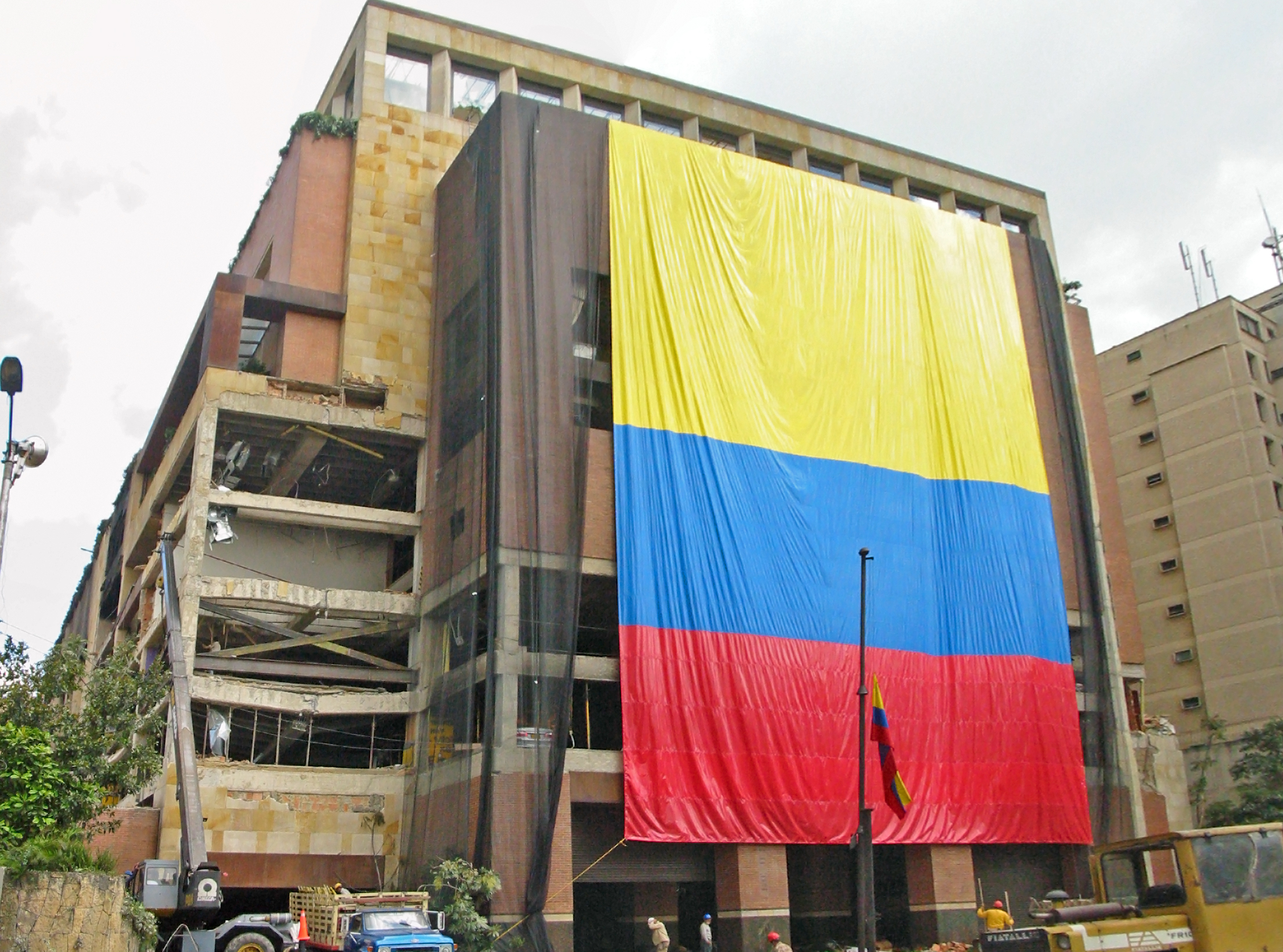
Reconstrucción del Club el Nogal tras atentado de las FARC-EP en 2003.

#### Primer periodo presidencial (2002-2006)
En 2002 la confrontación abierta entre el gobierno y las FARC-EP con el Plan Colombia, y el Plan Patriota que implican aumento en la erradicación de cultivos ilícitos, la recuperación de los ejes viales entre Bogotá-Medellín-Cali, la vía al llano y la estrategia de Vive Colombia, Viaja por Ella. La recuperación territorial también se debe a la ofensiva paramilitar de las Autodefensas Unidas de Colombia, se realizan operaciones militares en varias regiones buscando acabar las estructuras de las FARC-EP, que entran en un repliegue estratégico, abandonando la guerra de movimientos iniciada en la década pasada. Los avances militares y el mejoramiento de la percepción de seguridad se deben al aumento del pie de fuerza, la inversión y fortalecimiento de las Fuerzas Militares con el apoyo de Estados Unidos: compra de aviones Super Tucano, Casa C-295, Beechcraft Súper King Air, Cessna 208 Caravan, K-fir además de helicópteros Black Hawk, UH-1N, Mil Mi-17 sumado a la extensión de la Industria Militar (Indumil) y de la Corporación de Ciencia y Tecnología para el Desarrollo de la Industria Naval Marítima y Fluvial (Cotecmar).  La aplicación de nuevas estrategias como la coordinación de operaciones, mejoras de inteligencia militar y redes de informantes.A partir de 2005 el presidente y su principal consejero, José Obdulio Gaviria, se esforzaron por convencer a los medios de comunicación de negar el “Conflicto armado”, y de tratar a las FARC-EP de simple expresión delincuencial, narcotraficante y terrorista.
La guerra con las FARC-EP se recrudece con la aplicación del Plan Patriota y el Plan Colombia como pilares de la Política de seguridad democrática.  Las Fuerzas Militares con apoyo del Bloque Cacique Nutibara de las AUC en la Operación Orión, retomaron las entradas a Medellín y la Comuna 13, a partir del 16 de octubre de 2002 y se extenderá hasta diciembre: 88 muertos y 600 desaparecidos en operativos de 'limpieza social'. El 25 de noviembre una emboscada de las FARC-EP al Ejército Nacional en Paz de Ariporo (Casanare):14 muertos. El 16 de enero de 2003 las FARC-EP ejecutan la masacre en San Carlos (Antioquia):17 muertos. En este municipio se ejecutaron 33 masacres en el conflicto armado por varios actores. El 7 de febrero las FARC-EP realizaron el atentado al club el Nogal de Bogotá:36 muertos. El 13 de febrero fue derribada una avioneta en Caquetá por las FARC-EP y secuestrados 3 contratistas norteamericanos y 2 muertos. El 14 de febrero, previo a una visita presidencial atentado con casa bomba en Neiva (Huila) por las FARC-EP:15 muertos. El 27 de marzo emboscada de las FARC-EP, al Ejército Nacional en Aracataca (Magdalena):11 muertos. El 5 de mayo mueren en un intento de rescate Guillermo Gaviria Correa gobernador de Antioquia, su asesor Gilberto Echeverri y 8 militares secuestrados por las FARC-EP en Urrao (Antioquia). El 24 de junio ataque a la Infantería de Marina, en la vía entre Carmen de Bolívar y Zambrano (Bolívar):12 muertos. El 1 de junio inicia la Operación Libertad Uno dirigida por el General Reynaldo Castellanos en Cundinamarca contra las FARC-EP:600 subversivos neutralizados y abatido Marco Aurelio Buendía.  En otros intentos de rescate asesinados los esposos Bickenbach Gil y el empresario japonés Chikao Muramatsu en poder de las FARC-EP. El 17 de agosto las FARC-EP atacaron al helicóptero que transportaba al presidente Uribe en Granada (Antioquia).
El 2 de enero de 2004 detenidos Ricardo Palmera Pineda 'Simón Trinidad' y Omaira Rojas Cabrera 'Sonia' de las FARC-EP en Quito, Ecuador, son extraditados a Estados Unidos a finales del mismo año por narcotráfico. El 25 de febrero de 2004, atacada por las FARC-EP la base militar de Santa María (Huila):12 muertos. El 19 de marzo el Ejército Nacional contra la Policía Nacional ejecutó la masacre de Guaitarilla (Nariño):11 muertos;  En abril la Operación JM, nombrada en honor del Comandante de las FF.MM., Jorge Enrique Mora Rangel contra el Bloque Oriental de las FARC-EP dirigido por 'Mono Jojoy':328 subversivos neutralizados, ningún cabecilla abatido o capturado.  El 10 de abril, la Masacre en Cajamarca (Tolima) por el Ejército Nacional: 5 muertos. El 15 de junio las FARC-EP realizan la Masacre de La Gabarra en Tibú (Norte de Santander):34 muertos; El 10 de julio, las FARC-EP ejecutan una nueva masacre en San Carlos (Antioquia):7 muertos y desplazamiento forzado en Cocorná (Antioquia); el 21 de julio, en combates entre FARC-EP y el Ejército Nacional en Santa Rosa (Cauca):13 muertos; el 2 de agosto ataque en Trujillo (Valle del Cauca): 9 muertos; y el 11 de agosto masacre por las FARC-EP en el Catatumbo: 10 muertos. El 24 de diciembre, fue creado el Comando Conjunto del Caribe, con jurisdicción sobre 10 departamentos, con tropas de la Armada Nacional, el Ejército Nacional y la Fuerza Aérea. Las FARC-EP ejecutan la masacre en Puerto San Salvador en Tame (Arauca), el 31 de diciembre:17 muertos.
El 18 de enero de 2005, en un campo minado en Ortega (Tolima): 7 muertos.En enero de 2005, se dio inicio a la Operación Emperador, contra la “zona de retaguardia táctica de las FARC-EP”, una especie de triángulo entre Vista Hermosa, Mesetas y La Uribe (Meta), en la Serranía de La Macarena. Las FARC-EP contraatacan el 29 de abril.  El 1 de febrero, las FARC-EP y el ELN realizan la Toma de Iscuandé (Nariño):16 muertos. el 8 de febrero la Emboscada de El Porroso en Mutatá (Antioquia) de las FARC-EP al Ejército Nacional: 30 muertos. El 2 de febrero, ataque en la vía Puerto Asís-Santa Ana (Putumayo), y combates en Vistahermosa (Meta):17 muertos.   El 21 de febrero paramilitares y Ejército Nacional la masacre de San José de Apartadó  (Antioquia): 8 muertos.  El 23 de marzo ataque en Puerto Leguízamo (Putumayo) 11 muertos. En este periodo el ELN intensifica su campaña en el departamento de Antioquia.
Las FARC-EP emboscada el 6 de abril al Ejército Nacional entre Tame y Fortul (Arauca): 17 muertos. Las FARC-EP cercaron Toribio (Cauca) desde el 14 de abril. El 19 de mayo el Ejército Revolucionario Guevarista (ERG), disidencia del ELN en el Chocó, emboscada a la Policía Nacional en la vía Quibdó-Pueblo Rico:10 muertos; el 24 de mayo, las FARC-EP realizan Atentado al Concejo Municipal de Puerto Rico (Caquetá): 5 muertos. El 25 de junio las FARC-EP realizan el Ataque a la base militar de Teteyé(Putumayo):21 muertos. El 17 de diciembre las FARC-EP y el ERG, comandados por 'Karina', realizan la Toma de San Marino, en Bagadó (Chocó):8 muertos. El 27 de diciembre: Ataque de las FARC-EP al Ejército Nacional en Vistahermosa (Meta): 33 muertos. Uribe aspiró a la reelección e incluso se propuso un diálogo para el intercambio humanitario: la entrega de secuestrados de las FARC-EP por guerrilleros presos, en Pradera (Valle del Cauca) en octubre de 2005. En diciembre de 2005 Uribe aceptó una propuesta conjunta de España, Francia y Suiza para un zona desmilitarizada en El Retiro, en Florida (Valle del Cauca).
 

En enero de 2006 el Secretariado de las FARC-EP rechaza dialogar con el Estado porque Uribe solo pretendía “explotar electoralmente” la iniciativa. El 27 de febrero, las FARC-EP ejecutan la masacre de 9 concejales en Rivera (Huila). El 4 de abril, las FARC-EP en combate con el Ejército Nacional:12 muertos en Puerto Rico (Meta). El 20 de abril, ataque de la disidencia del EPL en Hacarí (Norte de Santander):17 muertos. En mayo la hermana del expresidente César Gaviria, Liliana Gaviria muere en intento de rescate. El 28 de mayo en las elecciones presidenciales de 2006 fue reelegido Álvaro Uribe. El 31 de julio las FARC-EP atentado en Bogotá: 1 muerto; realizan la emboscada de La Carbonera en Tibú (Norte de Santander):15 muertos; y en la vía Tumaco- Pasto (Nariño):2 muertos.

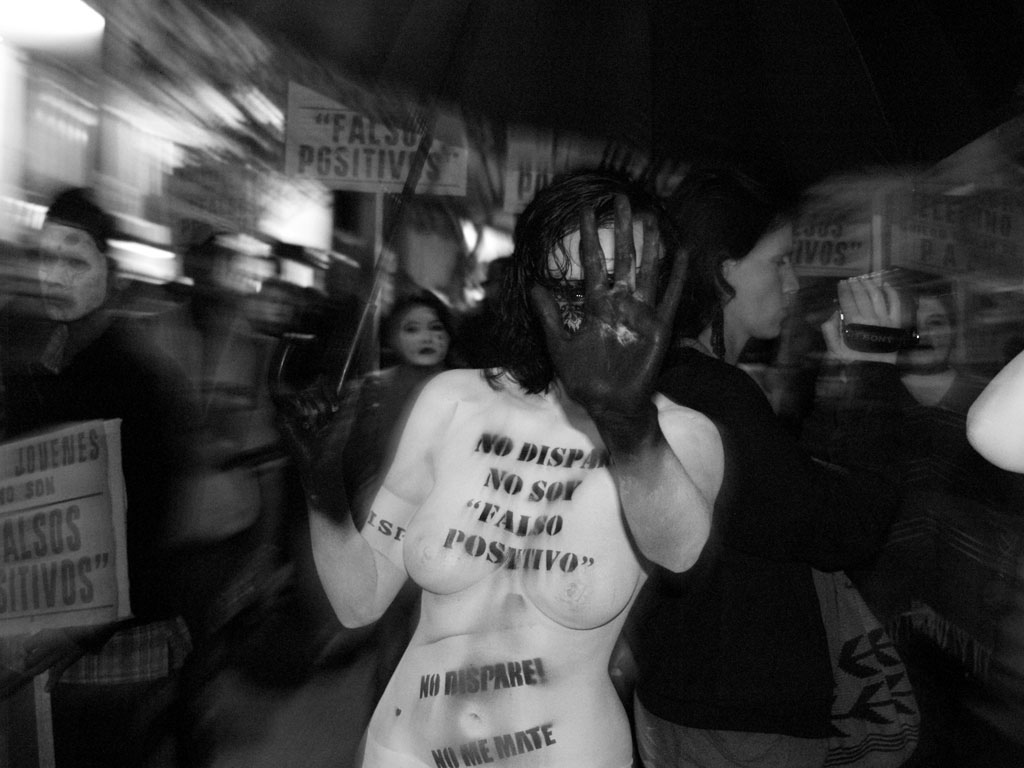
Acción performática de la Corporación Colombiana de teatro junto a las Madres de Soacha en protesta por los Falsos positivos.

#### Ejecuciones extrajudiciales o Falsos Positivos
En 2007, toman fuerza las denuncias de los mal llamados falsos positivos o ejecuciones extrajudiciales en Colombia (que se presentan desde 1978 según la Comisión Interamericana de Derechos Humanos y conocidos por los Estados Unidos desde 1994), incrementados durante la aplicación de la Política de Seguridad Democrática. Militares estimulados por los beneficios asignados a los que reportan bajas, u obligados a entregar resultados con bajas, jóvenes son engañados con promesas de trabajo y ejecutados para ser presentados como subversivos muertos en combate. Incluso los militares que se negaron a hacerlo fueron destituidos. Las cifras se estiman entre 4000 y 10000 las víctimas de los falsos positivos en el periodo 2002-2010. según la fuente. Hasta mayo de 2020 se estiman en 1.740 las condenas. La Fiscalía General de la Nación conoce 2.248 'falsos positivos' cometidos entre 1988 y 2014. En febrero de 2021 la Jurisdicción Especial de Paz reconoció 6.402 casos de falsos positivos, en el periodo 2002-2008.

#### Segundo periodo presidencial (2006-2010)
En 2006, una investigación reveló que oficiales del Ejército Nacional habían montado atentados en Bogotá para cobrar recompensas. Para 2006 empieza la segunda fase del Plan Patriota: el Plan Consolidación que buscaba seguir debilitando a las FARC-EP, y atacar los cultivos ilícitos con el Plan Colombia. Liderada por Juan Manuel Santos nuevo Ministro de defensa en julio de 2006,  y los generales Freddy Padilla (comandante de las FF.MM.), Mario Montoya (Ejército Nacional), Jorge Ballesteros (Fuerza Aérea), Guillermo Barrera (Armada Nacional) y Óscar Naranjo (Policía Nacional). En 2008 las Fuerzas Militares disponen de 428.000 hombres en armas: 282.000 Ejército Nacional, la Fuerza Aérea y la Armada, y 145.871 en la Policía Nacional. Las FARC-EP se enfocan en una reestructuración a partir de la novena conferencia 2007 y un repliegue estratégico, buscando un cambio de estrategia frente a la Fuerza Pública, además buscan realizar el acuerdo humanitario y fortalecer el Movimiento Bolivariano. Debilitadas las FARC-EP en Cundinamarca, Boyacá, Santander, gran parte de la Costa Caribe, el Eje Cafetero, el Oriente de Antioquia, Casanare; amenazadas en Meta, Guaviare, Caquetá y Putumayo; las zonas menos afectadas son Norte de Santander, sur de Bolívar, Arauca, Bajo Cauca Antioqueño, norte del Cauca, Nariño, Vichada y Guainía. El 19 de octubre las FARC-EP realizaron un atentado a la Escuela Superior de Guerra en Bogotá:23 heridos. El 1 de noviembre de 2006: las FARC-EP realizan la toma de Tierradentro, en Montelíbano (Córdoba):20 muertos. El 30 de noviembre ataque de las FARC-EP al Ejército Nacional entre Villa Caro y Ábrego (Norte de Santander):17 muertos. El 23 de diciembre en la inspección La Julia de La Uribe (Meta),combates entre FARC-EP y Ejército Nacional:54 muertos. El 31 de diciembre de 2006, en la Operación Linaje contra Martín Caballero de las FARC-EP en los Montes de María:6 muertos y fuga del exministro Fernando Araújo secuestrado por las FARC-EP.
 

El 21 de enero de 2007, atentado en Buenaventura (Valle del Cauca):6 muertos; en marzo, se conforma la FUCAD (Fuerza de Acción Decisiva) en la Costa Caribe y se lanza la Operación Alcatraz, en los Montes de María; el 9 de abril atentado a la Policía Metropolitana de Cali. En mayo con asesoría de las Fuerzas de Defensa de Israel (FDI), se crea la Jefatura de Operaciones Especiales (JOEC), y una nueva estrategia denominada Burbujas. En junio abatidos: Milton Sierra Gómez, alias ‘JJ’, comandante del Frente Urbano Manuel Cepeda Vargas de las FARC-EP y en la Operación Mariscal Luis Fernando Vanegas, alias ‘Cristian Pérez’, segundo al mando del Movimiento Bolivariano y cabeza del Partido Comunista Clandestino Colombiano(PC3). En septiembre en la Cuchilla de Las Camelias, entre Tolima y Quindío:11 muertos; en julio asalto del Ejército Nacional al campamento de Carlos Antonio Lozada, comandante de la Red Urbana Antonio Nariño de las FARC-EP(RUAN), y abatido ‘Diego Cristóbal’, jefe del PC3 en Bogotá. El 2 de septiembre, abatido Tomás Medina Caracas ‘Negro Acacio’, en un bombardeo de la Fuerza Aérea (Operación Sol Naciente):14 muertos. El Ejército Revolucionario del Pueblo (ERP) disidencia del ELN, se desmovilizó el 16 de septiembre en Sucre, Bolívar y Tolima. El 24 de octubre abatido Gustavo Rueda Díaz ‘Martín Caballero’ Comandante del Bloque Caribe de las FARC-EP en la Operación Aromo: 19 muertos. A fines de 2007, se ejecuta el Plan para la consolidación integral de La Macarena de las FF.MM. Entre diciembre de 2007 y enero de 2008 las FARC-EP liberaron a Clara Rojas y a Consuelo González de Perdomo en la Operación Emmanuel con mediación de Hugo Chávez y Piedad Córdoba.

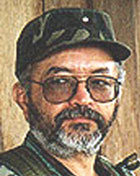
'Raúl Reyes' Comandante de las FARC-EP, abatido en la Operación Fénix en 2008.

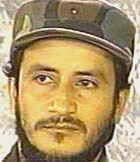
'Iván Ríos' Comandante de las FARC-EP asesinado por un subordinado en 2008.

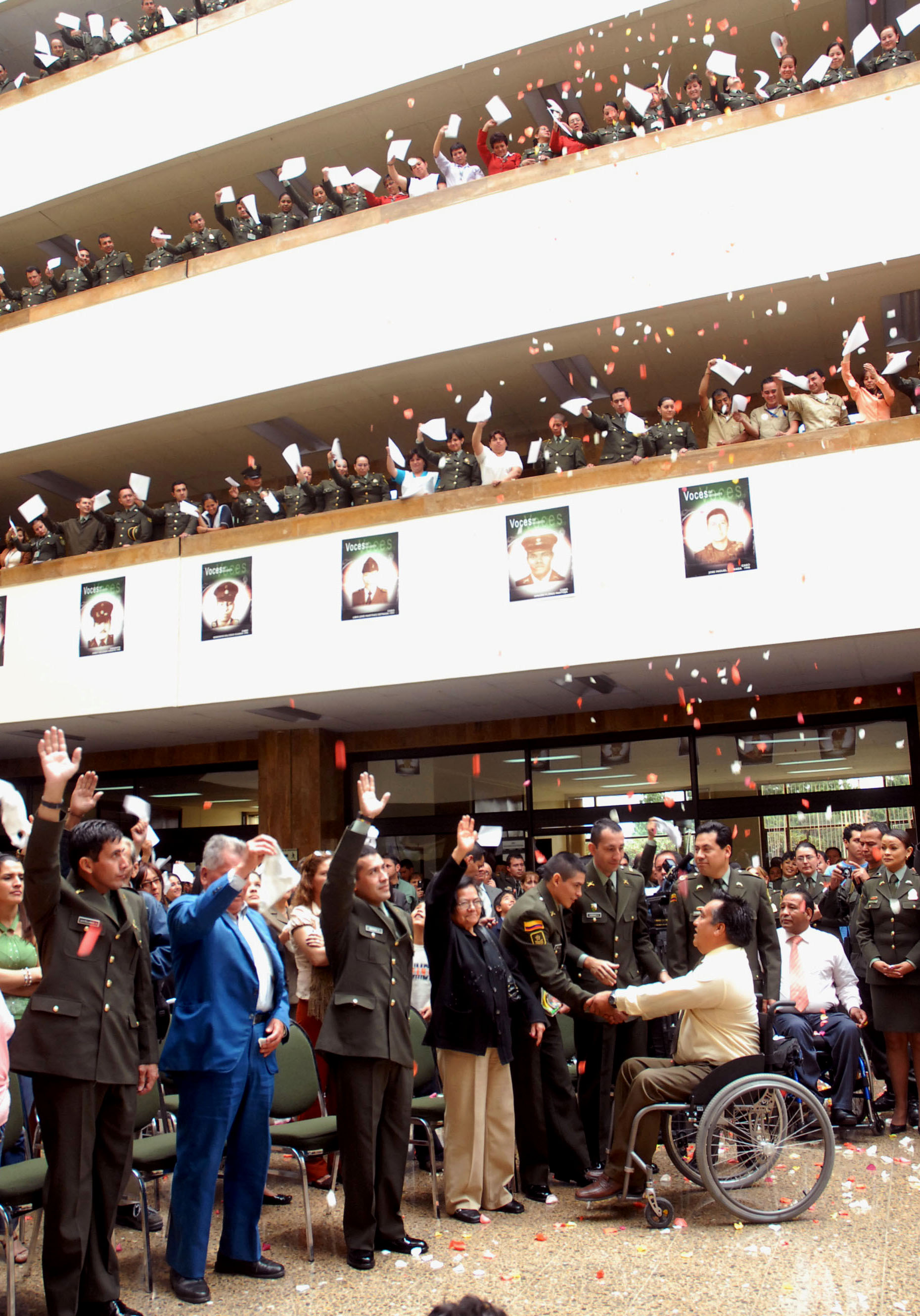
Homenaje a Policías rescatados en la Operación Jaque.

El 4 de febrero de 2008, la marcha contra las FARC-EP: Un millón de voces contra las FARC El 8 de febrero la Operación Fortín contra Iván Ríos en el Río Arma, entre Caldas y Antioquia. Entre el 16 de febrero y el 10 de abril la Operación Filipo en la Sierra de la Macarena contra el Secretariado de las FARC-EP El 24 de abril fallece en Roma (Italia) Bernardo Gutiérrez excomandante del EPL y exsenador. El 1 de marzo en la Operación Fénix en la Provincia ecuatoriana de Sucumbios, a 1800 metros de la frontera con Ecuador la Fuerza Aérea Colombiana con aviones Super Tucano: abatido Luis Edgar Devia Silva 'Raúl Reyes' y 23 muertos. Se genera una crisis diplomática con Ecuador y Venezuela El 3 de marzo, asesinado Manuel de Jesús Muñoz 'Iván Ríos’, por su subordinado Pedro Pablo Montoya ‘Rojas’, que le cortó la mano por la recompensa. El 6 de marzo Homenaje a las víctimas del paramilitarismo, la parapolítica y los crímenes de Estado. Los paramilitares de las Águilas Negras asesinan a organizadores:6 muertos. El 26 de marzo moriría de causa natural 'Manuel Marulanda Vélez' o 'Tirofijo'  fundador y máximo comandante de las FARC-EP, que sobrevivió a quince presidentes. La comandancia de la organización recayó en Guillermo León Sáenz ‘Alfonso Cano’. El 8 de mayo capturado Gustavo Cardona Arbeláez 'Santiago', jefe del Frente Manuel Cepeda Vargas. El 18 de mayo se entrega Elda Neyis Mosquera 'Karina', jefe del Frente 47 de las FARC-EP desmantelado con la Operación Sonar (acrónimo de las poblaciones de Sonsón, Nariño y Argelia en Antioquia) por el Teniente Coronel Wilson Díaz:12 muertos. El 2 de julio, la Operación Jaque desarrollada por militares infiltrados como miembros de una misión humanitaria, liberaron sin un solo tiro a 15 secuestrados, Ingrid Betancourt junto a 11 uniformados y 3 estadounidenses. A fines de julio, otras dos operativos lanzados contra el Frente 6 de las FARC-EP en Cauca y el Frente 10 de las FARC-EP en Arauca abatidos los cabecillas ‘Dago’ y ‘Jurga Jurga’ y 48 muertos. El 21 de agosto, se desmovilizó el Ejército Revolucionario Guevarista (ERG) disidencia del ELN en el Alto Guaduas, vereda del Carmen de Atrato (Chocó), y llegaron a un acuerdo con el gobierno. El 20 de septiembre abatido en un bombardeo de la Fuerza Aérea Colombiana en Murindó (Antioquia) Aicardo de Jesús Agudelo alias El Paisa del Frente 34 de las FARC-EP.El 21 de diciembre fue anunciada la liberación de 6 secuestrados en poder las FARC-EP.
Entre el 30 de enero y el 5 de febrero de 2009 se desarrolló la Operación brasileña para la liberación de seis secuestrados por las FARC-EP por mediación de Hugo Chávez y Piedad Córdoba: liberados el exgobernador del Meta, Alan Jara, el exdiputado del Valle del Cauca, Sigifredo López y 4 miembros de la Fuerza Pública. El 4 de febrero las FARC-EP, incursionaron en el resguardo indígena Tortugaña-Telembí, Nariño, y ejecutaron la masacre de indígenas Awa:11 muertos. El 27 de febrero la Operación Fuerte en Sumapaz (Cundinamarca): abatida Mariana Páez y capturado 'el Negro Antonio' de las FARC-EP: 11 muertos. En varios combates entre las FARC-EP y el Ejército Nacional: el 10 de febrero en Piendamó (Cauca): 6 muertos; el 7 de marzo en Vistahermosa (Meta): 5 muertos; el 30 de abril en Villanueva (La Guajira): 8 muertos.; el 21 de octubre: 6 muertos; y el 10 de noviembre las FARC-EP atacaron el Cerro La Cruz en Corinto (Cauca): 9 muertos. El 21 de diciembre fue secuestrado y asesinado el Gobernador de Caquetá Luis Francisco Cuéllar por las FARC-EP.
En enero de 2010, la Operación Dinastía contra las FARC-EP:25 muertos. El 28 de marzo liberado Pablo Emilio Moncayo por las FARC-EP en una Operación brasileña para la liberación de secuestrados donde fueron liberados junto al soldado Josué Calvo el 28 de marzo de 2010. Al obtener su libertad, el sargento Moncayo le quitó a su padre Gustavo Moncayo las cadenas que llevaba desde hacía cuatro años como protesta por el secuestro del militar. en mayo combates en Arauca entre las FARC-EP y el ELN, entre el 13 y 14 de julio, la Operación Camaleón el Ejército Nacional rescata a 4 secuestrados, en julio Crisis diplomática entre Colombia y Venezuela, por supuesta presencia de comandantes de las FARC-EP en Venezuela.

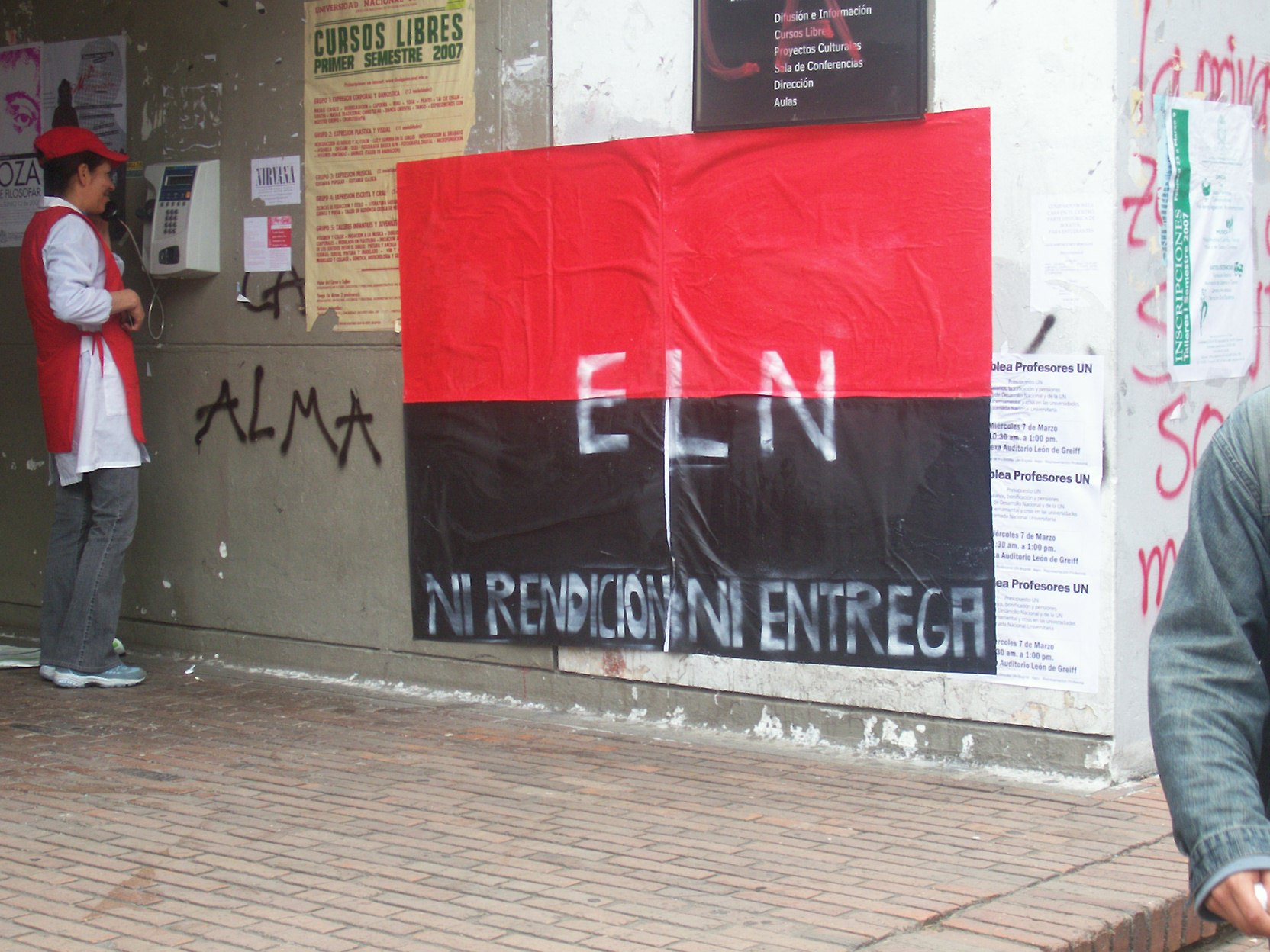
Bandera del ELN en la Universidad Nacional de Colombia.

### Diálogos de paz con el ELN y guerra entre el ELN y las FARC-EP
El gobierno realizó los primeros contactos con el ELN en junio de 2004, cuando el vicepresidente de la República, Francisco Santos, se reunió con el portavoz del grupo, 'Francisco Galán', encarcelado desde 1994. En septiembre de 2005 Galán fue puesto en libertad con carácter temporal para ejercer la interlocución con el Gobierno. Para el 16 de diciembre de 2005 arrancó en La Habana la fase exploratoria de las conversaciones de paz; el comisionado Restrepo y el jefe militar de la guerrilla, Antonio García, encabezaron las respectivas delegaciones. Durante 2006 prosiguen las rondas de negociación, que no llegaron a buen término.
Las FARC-EP y el ELN, se habían enfrentado desde el 2000, en el Oriente antioqueño, la Serranía del Perijá, la Costa Caribe y el Valle del Cauca, la guerra desactivada se reinicia en 2005, por las negociaciones del ELN con el gobierno de Álvaro Uribe. La guerra se reinició en Arauca entre el Frente de Guerra Domingo Laín del ELN y el Frente 10 de las FARC-EP, por el territorio y los recursos, esta guerra afectó gravemente a la población civil. En diciembre de 2006 ‘Ramírez’, cabecilla del frente 8 de las FARC-EP en el Cauca, fue asesinado por el ELN. Se desató la guerra en Cauca y Nariño:200 muertos. La guerra se extiende a todas las regiones. Las FARC-EP desviaron recursos para enfrentarse al ELN, que se alió con oficiales del Ejército Nacional en Arauca, con Bandas criminales además de Los Rastrojos en la costa Pacífica. El 7 de enero de 2008, Carlos Marín Guarín ‘Pablito’ miembro del Comando Central del ELN y jefe militar de la organización fue capturado. Los diálogos de paz con el gobierno se rompen el 5 de diciembre de 2008, emboscada del ELN a la Policía Nacional en Fortul (Arauca):8 muertos. En octubre de 2009 ‘Pablito’ se fugó de la cárcel en Arauca, y en agosto de 2010 las FARC-EP y el ELN formalizaron el cese hostilidades. Dejando más de 1100 muertos.

| Previo                                               | Conflicto armado interno de Colombia entre 2002-2010 | Posterior                                            |
| ---------------------------------------------------- | ---------------------------------------------------- | ---------------------------------------------------- |
| Conflicto armado interno de Colombia entre 1990-2002 | Conflicto armado interno de Colombia entre 2002-2010 | Conflicto armado interno de Colombia entre 2010-2018 |